# Bugatti Type 43

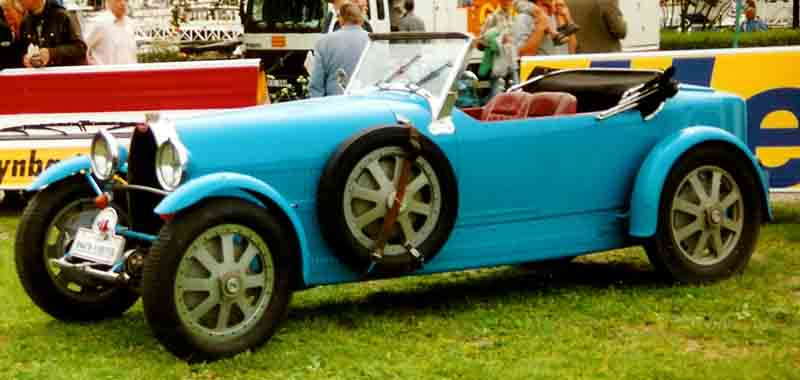
Bugatti Typ 43 Grand Sport. 1928

Bugatti Type 43 була розроблена на основі шасі моделі Bugatti Type 38 та продовжувала лінію легендарних автомобілів Bugatti Type 35В. Ця модель випускалась впродовж 1929—1932 років. Найпотужніший компресорний мотор з Type 35В об'ємом 2 262 см³ розвивав потужність 130 к.с. (89 кВт) при 5000 об/хв. Коробка передач була механічна 4-ступінчаста. Авто розвивало швидкість 97 км/год менше ніж за 12 секунд, максимальна швидкість — 160 км/год.
Впродовж 1927—1931 рр. виготовляли Type 43 з кузовом Grand Sport, а впродовж 1931—1932 рр. виготовляли модель Type 43А з кузовом родстер, який продавали у США. На шасі Type 40 встановлювали мотори з Type 35В об'ємом 2262 см³, для США встановлювали 8-циліндровий мотор об'ємом 4524 см³, що розвивав потужність 270 к.с..
Модель Bugatti Type 43 у виробництві замінили 1932 на модель Bugatti Type 55. Було виготовлено 160 автомобілів Bugatti Type 43 обох модифікацій.